# Katharina tunicata
Katharina tunicata of de afgedekte haarkeverslak is een keverslak uit de familie der Mopaliidae.
Katharina tunicata wordt 120 tot 125 millimeter lang. Het dier is langwerpig. De schelpplaten zijn smal en afgerond en deels door de zeer brede, leerachtige zoom afgedekt. De dieren hebben een sculptuur van voornamelijk groeilijnen. De zoom van het levende dier is zwart of donkerbruin. De schelpplaten zijn kalkwit of grijs. Het dier wordt slechts 3 jaar oud.
De dieren leven in het sublitoraal.
Deze soort komt voor langs het noordoostelijke kustgebied van de Grote Oceaan (Arctische regio, Aleoetische regio en Californische regio). Ten zuiden komt ze voor tot Point Conception (Santa Barbara County, Californië).